# SV La Fama
El Sport Vereniging La Fama (Holandés:Sports Club), (conocido como SV La Fama) o simplemente La Fama es un equipo de fútbol de Aruba que juega en la Primera División de Aruba, la máxima categoría de fútbol del país.

## Historia
Fue fundado el 14 de agosto de 1927 en la ciudad de Savaneta y es uno de los clubes de fútbol más importante de la ciudad, así como el segundo club en haber ganado el título de la Primera División de Aruba en la temporada 2012-13 al vencer en la final al Britannia. San Luis Deportivo fue el primer club de fútbol de la ciudad Savaneta en haber ganado el título de la Primera División de Aruba en la temporada 1984. 
El club también ha sido finalista del Torneo Copa Betico Croes en más de una ocasión, donde perdieron ante el equipo de Britannia en el año 2010 y ante el RCA en el año 2021 y 2022.

## Palmarés
- Primera División de Aruba: 1

2012-13
- División Uno de Aruba: 2

1973, 2002
- Torneo Copa Betico Croes: 0
- Finalista: 3

2010, 2021, 2022
- Liga Honor Plata: 1

2023